# Комсомольская (Минская область)
Комсомольская (бел. Камсамо́льская; до 1964 года — Пуково (бел. Пу́кава) — деревня в Копыльском районе Минской области Беларуси. В составе Грозовского сельсовета. До 2013 года была центром Комсомольского сельсовета, который в 2013 году был упразднён. Население 348 человек (2009).

## География
Расположена в 7 км к северу от центра сельсовета агрогородка Грозово, в 25 км в направлении к северо-востоку от райцентра, города Копыль, в 90 км от Минска.
По южной окраине деревни проходит шоссе Р91 (Несвиж — Осиповичи).
Ближайшая ж/д станция находятся в Тимковичах (30 км к юго-западу, линия Барановичи — Слуцк).

### Гидрография
В деревне есть 2 запруды на ручье, образующих два озера- Старое и Новое, впадающих в обширную сеть мелиоративных каналов, располагающихся в заболоченных торфяниках к северу от деревни в междуречье рек Лоша и Выня.

## Этимология
30 июля 1964 года деревня Пуково переименована в деревню Комсомольская.

## История
Впервые Пуково упоминается в летописях Великого княжества Литовского с конца XVI века. Принадлежало роду Радзивиллов.
В результате второго раздела Речи Посполитой (1793) Пуково оказалось в составе Российской империи, в Слуцком уезде. В 1795 году существовавший деревянный греко-католический храм стал православным. В начале XIX века имение от Радзивиллов переходит к роду Йодко. В 1858 году на месте обветшавшей деревянной на средства прихожан и помещика Йодко была выстроена новая каменная Свято-Георгиевская церковь в эклектичном стиле
В Первую мировую войну местечко занимали немецкие войска, в августе 1919 — июль 1920 — польское войско. По Рижскому мирному договору (1921 года) Пуково включено в состав СССР.
В 1930-х годах XX века местная церковь была закрыта, возле церкви были построены фермы, после войны была складом, сегодня пребывает в руинированном состоянии.
В 1924—1960 годах деревня Пуково являлась центром Пуковского сельсовета.
До 16 января 1969 года деревня входила в состав Грозовского сельсовета.
До 26 мая 2013 года деревня входила в состав Комсомольского сельсовета, где являлась его центром.

## Население

### Численность
- 2009 год — 348 жителей

### Динамика
- 2009 год — 348 жителей (перепись населения)

## Культура
- Дом культуры
- Краеведческий музей «Спадчына» ГУО «Комсомольская средняя школа Копыльского района»

## Достопримечательность
- Руины бывшей православной Свято-Георгиевской церкви (1858)[6]
- Могила жертв фашизма
- Памятник землякам, погибшим в Великой Отечественной войне
- В 1954 году около деревни найден метеорит «Греск»[7][8]